# Império de Uassulu
```
   |-
       |
Erro:
:  
valor não especificado para "
nome_comum
"
```

O Império de Uassulu foi um império de curta duração (1878–1898) na África ocidental, construído a partir das conquistas do governante malinquê Samori Turé e destruído pelo exército colonial francês.